# Эппл, Фиона
Фио́на Эппл Ма́кэфи-Мэ́ггарт (англ. Fiona Apple McAfee-Maggart; род. 13 сентября 1977) — американская певица, автор песен и пианистка, трёхкратная обладательница премии «Грэмми».
Её дебютный альбом Tidal, содержащий песни, написанные, когда Эппл было 17 лет, был выпущен в 1996 году и получил премию Грэмми за лучшее женское вокальное рок-исполнение за сингл «Criminal». Второй альбом When the Pawn… (1999), спродюсированный Джоном Брайоном, также был высоко оценен критиками, стал коммерчески успешным и получил статус платинового.
Для своего третьего альбома, Extraordinary Machine, Эппл снова сотрудничала с Брайоном и начала его запись в 2002 году. Однако певица была недовольна производством и решила не выпускать пластинку, что привело к протесту её поклонниками Epic Records, ошибочно полагая, что лейбл задерживает выпуск пластинки. В конце концов альбом был переиздан без участия Брайона и выпущен в октябре 2005 года. Альбом был признан золотым и номинирован на премию «Грэмми» как лучший поп-вокальный альбом.
В 2012 году она выпустила свой четвёртый студийный альбом The Idler Wheel..., который получил высокую оценку критиков и сопровождался турне по Соединённым Штатам, а в 2013 году был номинирован на премию «Грэмми» как лучший альтернативный альбом. Пятый студийный альбом Fetch the Bolt Cutters был выпущен в 2020 году и получил широкое признание, став альбомом номер один 2020 года на Metacritic и заработав несколько номинаций на премию Грэмми, в том числе две за ведущий сингл «Shameika».
На прошедшей 14 марта 2021 года 63-й ежегодной церемонии вручения наград «Грэмми» «Shameika» была удостоена премии «Грэмми» в категории «За лучшее рок-исполнение» с синглом «Shameika».

## Ранние годы
Эппл родилась и выросла в Верхнем Вест-Сайде (Нью-Йорк). Её родители, певица Диана Макэфи и актёр Брэндон Мэггарт, познакомились во время работы над бродвейским мюзиклом «Аплодисменты». Её отец — уроженец Теннесси, и с его стороны она имеет меландженские корни. Старшая сестра Эппл поёт в кабаре под псевдонимом Мод Мэггарт (урождённая Эмбер), а её сводный брат, Гаретт Мэггарт, является актёром. Родители Эппл никогда не были женаты и разошлись, когда ей было четыре года. Она выросла в Гарлеме вместе с матерью и сестрой, а каждое лето проводила с отцом в Лос-Анджелесе.
Будучи ребёнком, Эппл профессионально обучалась игре на фортепиано, и в возрасте 8 лет начала самостоятельно сочинять музыку.
В возрасте 12 лет Эппл была изнасилована около своего дома в Гарлеме. После произошедшего у неё развились пищевое расстройство и панические атаки, в результате чего она на год переехала к отцу в Лос-Анджелес. В Лос-Анджелесе Эппл училась в средней школе имени Александра Гамильтона.
В интервью 2000 года Эппл заявила, что, несмотря на предположения журналистов, она не писала песен о травме, связанной с её изнасилованием: «Это не входит в моё творчество. Это скучная боль. Это такая гребаная старая боль, что, знаете ли, в ней нет ничего поэтического».

## Карьера
Первая большая известность пришла к девушке в 1994 году, когда она дала демо-кассету с песнями «Never Is a Promise», «Not One of Those Times» и «He Takes a Taxi» своей подруге, которая была няней у музыкального публициста Кэтрин Шенкер (англ. Kathryn Schenker). Затем Шенкер передала кассету исполнительному директору Sony Music Энди Слейтеру. Музыкальный талант Эппл привлёк его внимание, и Слейтер подписал с ней контракт на запись первой пластинки.

### 1996—2001:TidalиWhen the Pawn…
В 1996 году дебютный альбом Эппл, Tidal, был выпущен лейблами Work Records и Columbia Records. Запись была в значительной степени вдохновлена недавним разрывом певицы с её первым бойфрендом. Альбом разошёлся тиражом в 2,7 миллиона копий и стал трижды платиновым в США. «Criminal», третий сингл, стал хитом, и вошёл в Топ-40 американского Billboard Hot 100. Клип режиссёра Марка Романека на эту песню был показан на MTV. Tidal включал в себя и другие синглы: «Shadowboxer», «Sleep to Dream», «Never Is a Promise». Эппл получила премию MTV Video Music Award как лучшая новая исполнительница 1997 года за свою песню «Sleep to Dream».
В этот период Эппл также записала каверы на песню The Beatles «Across the Universe» и песню Перси Мэйфилда «Please Send Me Someone to Love» для саундтрека к фильму «Плезантвиль». В 1997 году Эппл познакомилась с режиссёром Полом Томасом Андерсоном во время фотосессии, и у них начались отношения, которые длились несколько лет.
Второй альбом Эппл, When the Pawn…, был выпущен в 1999 году. Полное название альбома — When the Pawn Hits the Conflicts He Thinks Like a King What He Knows Throws the Blows When He Goes to the Fight and He’ll Win the Whole Thing 'fore He Enters the Ring There’s No Body to Batter When Your Mind Is Your Might So When You Go Solo, You Hold Your Own Hand and Remember That Depth Is the Greatest of Heights and If You Know Where You Stand, Then You Know Where to Land and If You Fall It Won’t Matter, Cuz You’ll Know That You’re Right. Это стихотворение, написанное Эппл после прочтения писем, появившихся в журнале Spin с критикой статьи, которая осветила певицу в негативном свете в предыдущем выпуске. В 2001 году альбом попал в Книгу рекордов Гиннесса, благодаря своему длинному названию. Однако, в октябре 2007 бельгийская группа Soulwax выпустила ремикс-альбом Most of the Remixes, название которого превосходит длину When the Pawn… на 100 символов. When the Pawn… был спродюсирован Джоном Брайоном, имел более выразительные тексты песен, больше экспериментов со звуком и включал в себя как музыкальный инструмент чемберлин, так и барабанщика Мэтта Чемберлена. Альбом был положительно принят критиками. Он не был так хорош в коммерческом плане, как дебютная пластинка, но так же стал платиновым, и был продан миллионным тиражом в США. Ведущий сингл альбома, «Fast as You Can», вошёл в двадцатку лучших в чарте Billboard Modern Rock Tracks и стал первым хитом Эппл в Топ-40 в Великобритании. Видео для двух последующих синглов, «Paper Bag» и «Limp» были сняты бойфрендом Эппл, режиссёром Полом Томасом Андерсоном.
После завершения концертного тура в поддержку своего второго альбома в 2000 году Эппл переехала в Лос-Анджелес, где она до сих пор и проживает.

### 2002—2010:Extraordinary Machine
Во время перерыва между выходами второго и третьего альбомов, Эппл записала вместе с Джонни Кэшем кавер на песню дуэта Simon & Garfunkel «Bridge over Troubled Water», который попала в его альбом American IV: The Man Comes Around и был номинирован на премию «Грэмми» как «Лучшая кантри-коллаборация». Она также записала с Кэшем кавер на песню «Father and Son» Кэта Стивенса, который был включен в его музыкальный сборник Unearthed 2003 года.

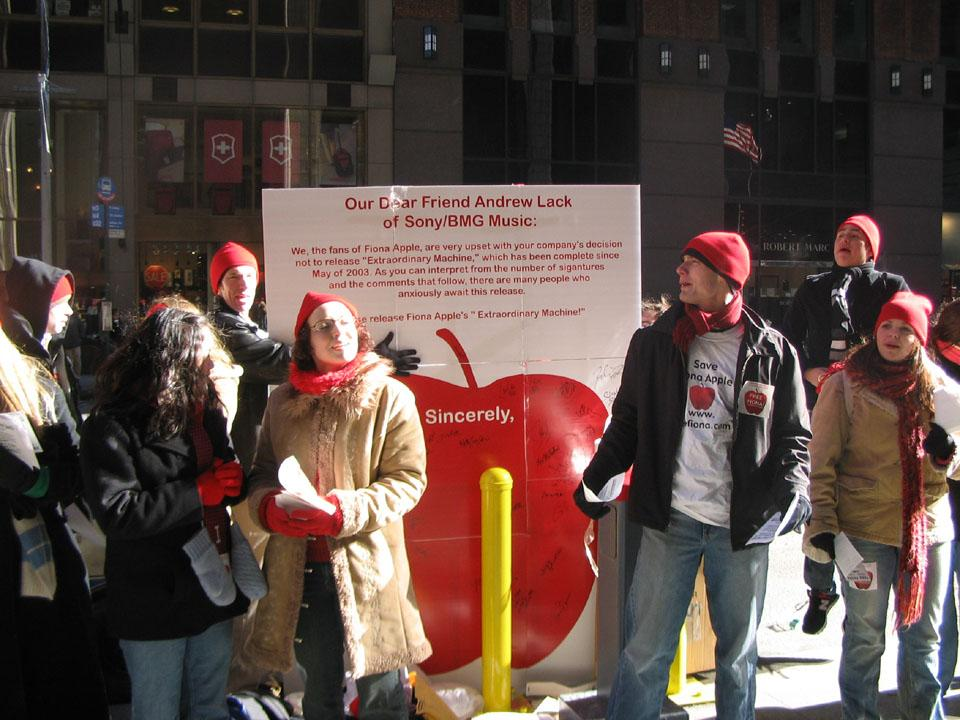
Фанаты Фионы Эппл устраивают демонстрацию перед Нью-Йоркской штаб-квартирой Sony BMG Music Entertainment в январе 2005 года.

Третий альбом Эппл, Extraordinary Machine, изначально был спродюсирован Джоном Брайоном. Запись альбома началась в 2002 году в Нэшвилле, штат Теннесси, но позже переместилась в Лос-Анджелес. Работа над альбомом продолжалась до 2003 года, и в мае того же года он был представлен руководству Sony. В 2004 и 2005 годах треки просочились в Интернет. Фанаты поддержали официальный релиз альбома.
Майк Элизондо, который ранее играл на бас-гитаре при записи альбома When the Pawn…, вернулся в качестве сопродюсера. Позже музыкальный журнал Spin сообщал следующее: «Фанаты ошибочно думали, что лейбл Эппл, Epic Records, отклонил первую версию Extraordinary Machine. На самом деле, по словам Элизондо, Эппл была недовольна результатами, и это было её решение переделать запись, а не её лейбла». Альбом был выпущен в октябре 2005 года. Производство было в значительной степени переделано «с нуля». Несмотря на предположения, что альбом вызвал раскол между Брайоном и Эппл, они регулярно выступали вместе, включая их совместное выступление как раз перед тем, как появились новости об официальном релизе альбома. Альбом Extraordinary Machine был номинирован на премию Грэмми как «Лучший поп-вокальный альбом». Он так же получил золотую сертифицикацию, хотя его синглы («Parting Gift», «O' Sailor», «Not About Love» и «Get Him Back») не попали ни в один чарт Billboard. Эппл отправилась в концертный тур для продвижения альбома в конце 2005 года.

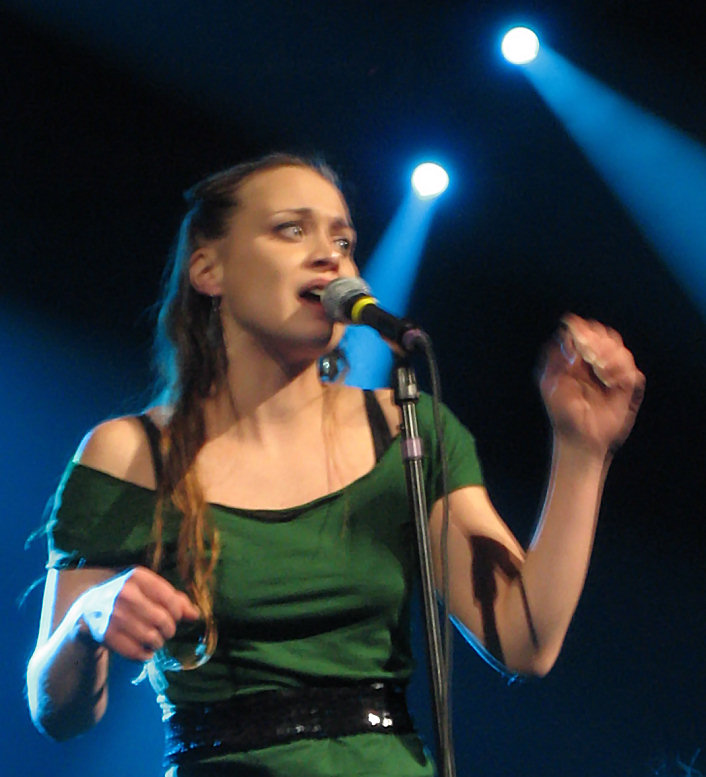
Выступление Фионы Эппл в Сиэтле, штат Вашингтон, 2006 год

В июне 2006 года Эппл и комик Зак Галифианакис вместе записали песню «Come Over and Get It (Up in 'Dem Guts)». Галифианакис ранее снимался в клипе на песню Эппл «Not About Love». Эппл записала кавер-версию «Sally’s Song» для специального издания саундтрека к фильму Тима Бёртона «Кошмар перед Рождеством» в 2006 году. В мае 2006 года Эппл отдала дань уважения Элвису Костелло на концерте VH1 Decades Rock Live, исполнив его хит «I Want You». Её версия впоследствии была выпущена в виде цифрового сингла. Эппл гастролировала по Восточному побережью в августе 2007 года вместе с музыкальной группой Nickel Creek. В 2008 году Эппл записала песню «Still I» в дуэте с Кристофом Делюи. В 2009 году Эппл записала кавер-версии песен Сая Коулмана «Why Try to Change Me Now» и «I Walk A Little Faster».
В январе 2010 года Фиона Эппл и Джон Брайон вместе выступили на благотворительном концерте «Love and Haiti, Too: A Music Benefit» для людей, пострадавших от землетрясения на Гаити. В июне 2010 года Фиона выпустила песню под названием «So Sleepy», спродюсированную Джоном Брайоном и написанную детьми, участвующими в некоммерческой организации 826LA. Эппл сотрудничала с Маргарет Чо при записи её альбомом Cho Dependent, который был выпущен 24 августа 2010 года.

### 2011—2018: The Idler Wheel…

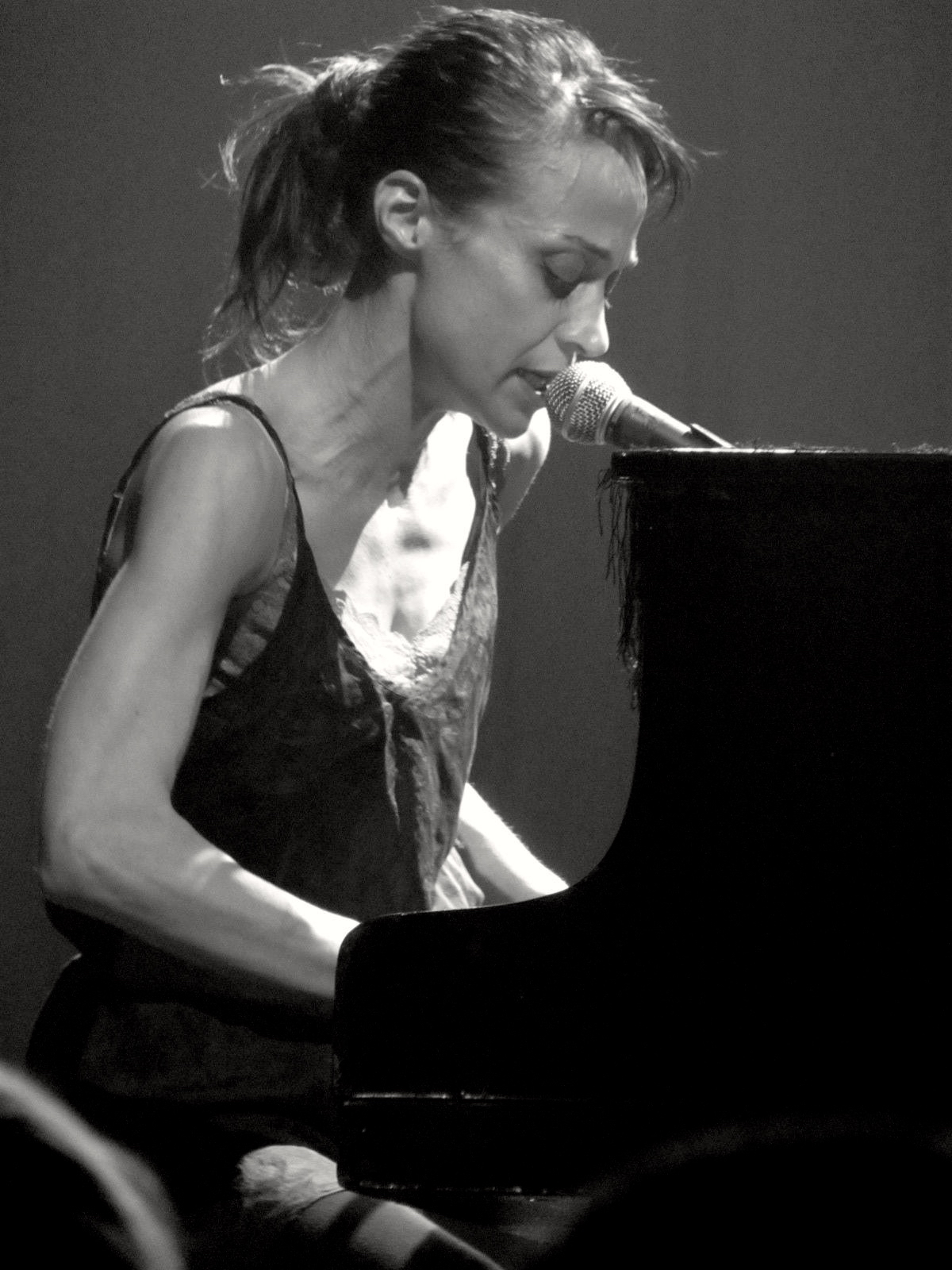
Выступление Фионы Эппл в концертном зале Terminal 5, Нью-Йорк, 2012 год

В конце 2010 года Billboard опубликовал статью, в которой говорилось, что Эппл планирует выпустить новый альбом весной 2011 года, а певица Мишель Бранч утверждала, что слышала некоторые из новых треков. Барабанщик Чарли Дрейтон сообщил журналу Modern Drummer, что он является сопродюсером пластинки. Однако альбом не был выпущен весной, и позже Billboard сообщил, что Epic Records ничего не знает о его записи. Эппл отложила выпуск альбома до 2012 года, объяснив, что она ждет «пока её лейбл не найдет нового президента и что она не хочет, чтобы её работа была неправильно обработана в условиях корпоративного беспорядка». В январе 2012 года, после того как новый глава лейбла Эл-Эй Рид намекнул о выходе новой музыки от Эппл, Epic Records объявила, что альбом будет выпущен позже в этом году. Вскоре после этого Эппл объявила о выступлениях на фестивале South by Southwest и о своём весеннем турне в 2012 году.
The Idler Wheel Is Wise Than the Driver of the Screw and Whipping Cords Will Serve You More Than Ropes Will Ever Do, четвёртый студийный альбом Apple был выпущен 19 июня 2012 года в Соединённых Штатах. Он был высоко оценен критиками.
Эппл внесла ранее не издававшуюся песню «Dull Tool» в саундтрек фильма Джадда Апатоу «Любовь по-взрослому». Другая песня была записана для фильма, но не была использована, в конечном итоге став треком Cosmonauts на её альбоме 2020 года Fetch The Bolt Cutters. В ноябре 2012 года Эппл написала письмо своим поклонникам, в котором отложила южноамериканскую часть своего тура из-за здоровья её собаки Джанет. Согласно письму, у собаки болезнь Аддисона и опухоль в течение двух лет развивалась у неё в груди.

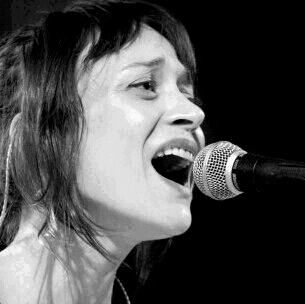
Выступление Фионы Эппл в Майами-Бич, 2012 год

В сентябре 2013 года в Интернете появилась реклама сети ресторанов Chipotle, в которой Эппл поёт кавер-версию песни «Pure Imagination» из фильма «Вилли Вонка и шоколадная фабрика». В 2014 году Эппл написала вступительную тему «Container» для драматического сериала «Любовники» на канале Showtime. В течение 2014 года Эппл также участвовала в ряде выступлений Блейка Миллса во время его тура в поддержку своего второго альбома «Heigh Ho». В 2016 году Фиона Эппл сотрудничала с Эндрю Бёрдом и участвовала в записи песни «Left Handed Kisses» из его альбома «Are You Serious».
В 2017 году она выпустила протестную песню «Tiny Hands» для Женского марша в Вашингтоне. В 2018 году Эппл и Ширли Мэнсон вместе исполнили песню «You Don’t Own Me» Лесли Гор на женском фестивале Girl School в Лос-Анджелесе. Эппл была одета в белую футболку с надписью «KNEEL, PORTNOW» («ВСТАНЬ НА КОЛЕНИ, ПОРТНОУ»). Это было сделано в ответ на слова главы премии «Грэмми» Нила Портноу о том, что женщины должны «стараться сильнее», чтобы заработать больше наград «Грэмми» и преодолеть гендерное неравенство в музыкальной индустрии.

### 2019-настоящее время:Fetch the Bolt Cutters
В январе 2019 года Эппл работала с певицей King Princess над новой версией её песни 1999 года «I Know». Песня была выпущена 25 января для программы Spotify RISE. Эппл, вместе с Джейкобом Диланом, участвовала в съёмках документального фильма «Эхо в каньоне» (2018), записав кавер-версии песен таких артистов, как The Beach Boys и The Byrds. В ноябре она записала кавер-версию песни «Whole of the Moon» группы Waterboys для сериала «Любовники» на канале Showtime.
В двух постах в Instagram в марте 2019 года Эппл намекнула своим фанатам о записи пятого студийного альбома. В интервью Vulture в сентябре 2019 года она подтвердила, что альбом находится на завершающей стадии и запланирован к выпуску в начале 2020 года. 8 марта 2020 года Эппл опубликовала видео, в котором она, используя дактильную азбуку, сообщила, что её пластинка готова («M-Y-R-E-C-O-R-D-I-S-D-O-N-E»). В интервью The New Yorker, было объявлено, что пятый студийный альбом Эппл будет называться Fetch the Bolt Cutters. Альбом, состоящий из 13 треков, был выпущен в цифровом виде 17 апреля 2020 года. Альбом получил широкое признание музыкальных критиков.
17 июня 2020 года Эппл была утверждена в качестве приглашённого музыканта, участвующего в записи 39-го альбома Боба Дилана «Rough and Rowdy Ways», играя на пианино в треке «Murder Most Fool». 15 апреля 2021 года сделала кавер на песню Шэрон Ван Эттен «Love More» с 10-летнего юбилея второго альбома Ван Эттен «Epic». В декабре Эппл появилась на обложке классического рождественского альбома «Silent Night», выпущенного Фиби Бриджерс вместе с ее рождественским мини-альбомом «If We Make It Third December». Эппл совместно с Беаром Маккрири исполнили его композицию «Where the Shadows Lie», которая звучит в финальных титрах «Сплавленный», заключительного эпизода первого сезона «Властелина колец: Кольца власти». В песне Эппл исполняет заключительный куплет, часть которого написана на Кольце Всевластья Чёрным наречием.

## Дискография
- Tidal (1996)
- When the Pawn... (1999)
- Extraordinary Machine (2005)
- The Idler Wheel... (2012)
- Fetch the Bolt Cutters (2020)